# Football Club Internazionale Milano 2021-2022 (femminile)
Questa voce raccoglie le informazioni riguardanti la squadra femminile del Football Club Internazionale Milano nelle competizioni ufficiali della stagione 2021-2022.

## Stagione
Dopo l'ottavo posto in campionato della stagione precedente, l'Inter si separa da Attilio Sorbi e sceglie in panchina Rita Guarino, reduce da sette titoli in quattro stagioni alla Juventus.
Il campionato è stato concluso al quinto posto – posizione raggiunta sul finire del girone d'andata e consolidata nel corso del ritorno – con 38 punti conquistati, frutto di 12 vittorie (tra cui il primo trionfo in Serie A nel Derby vinto per 3-0 sul terreno del Milan), due pareggi e 8 sconfitte. In Coppa Italia la squadra è arrivata ai quarti di finale. Dopo aver concluso il triangolare 6 dei gironi preliminari in testa davanti a San Marino e Pro Sesto, è stata eliminata ai quarti di finale dalla Juventus.

## Divise e sponsor
Lo sponsor tecnico per la stagione 2021-2022 è Nike, mentre gli sponsor ufficiali sono il main sponsor Mastercard e lo sleeve sponsor DigitalBits. Dopo ventisei anni ininterrotti di sponsorizzazione con la squadra maschile, a partire dalla stagione 1995-1996, e tre con quella femminile, Pirelli non è più il main sponsor del club nerazzurro.
La maglia home presenta una trama a pelle di serpente che richiama il Biscione, simbolo del club e della città di Milano. La maglia segna anche il debutto sulla home del nuovo logo, svelato già nel corso della stagione precedente. Lo swoosh e lo stemma sono in oro, così come il back sponsor. I pantaloncini e i calzettoni sono neri con dettagli in oro. La maglia away è bianca ed è attraversata dalla parte anteriore a quella posteriore da un serpente nerazzurro disegnato a mano. Lo swoosh e lo stemma sono neri, così come i due sponsor, mentre il girocollo e i bordi delle maniche sono nerazzurri. I pantaloncini e i calzettoni sono bianchi con dettagli neri. La maglia third è nera e presenta al centro un motivo con quattro colori fluorescenti (azzurro, arancione, verde e giallo) a strisce diagonali accostati, a rappresentare i valori di inclusione e uguaglianza che caratterizzano il club. Lo swoosh è arancione mentre lo stemma è azzurro e verde. I pantaloncini e i calzettoni sono neri con dettagli fluorescenti.
| Casa | Trasferta | Terza divisa |

| 1ª portiere | 2ª portiere | 3ª portiere | 4ª portiere |

## Organigramma societario
Area sportiva
- Women Football Project Manager: Ilaria Pasqui[11]

Area tecnica
- Allenatore: Rita Guarino
- Allenatore in seconda: Giorgio Schiavini
- Preparatore dei portieri: Gabriele Zanon
- Preparatore atletico: Mario Familari
- Assistente preparatore: Matteo Forlini
- Match analyst: Marco Savoca
- Coordinatrice dello staff medico: Giulia Carimati
- Medico della prima squadra: Francesco Toscani
- Fisioterapista: Mattia Sagona
- Fisioterapista: Roberto Bottoni
- Nutrizionista: Natale Gentile

## Rosa
Rosa, ruoli e numeri di maglia come da sito ufficiale, aggiornati all'8 ottobre 2021.
| N. |                     | Ruolo | Calciatrice       |
| -- | ------------------- | ----- | ----------------- |
| 1  | Italia (bandiera)   | P     | Carlotta Cartelli |
| 2  | Norvegia (bandiera) | D     | Anja Sønstevold   |
| 3  | Svezia (bandiera)   | D     | Elin Landström    |
| 5  | Francia (bandiera)  | C     | Ghoutia Karchouni |
| 6  | Italia (bandiera)   | C     | Irene Santi       |
| 7  | Italia (bandiera)   | A     | Gloria Marinelli  |
| 8  | Italia (bandiera)   | C     | Martina Brustia   |
| 9  | Italia (bandiera)   | A     | Elisa Polli       |
| 10 | Italia (bandiera)   | A     | Tatiana Bonetti   |
| 11 | Italia (bandiera)   | D     | Caterina Fracaros |
| 12 | Italia (bandiera)   | P     | Astrid Gilardi    |
| 13 | Italia (bandiera)   | D     | Beatrice Merlo    |
| 14 | Brasile (bandiera)  | D     | Kathellen Sousa   |

| N. |                     | Ruolo | Calciatrice                 |
| -- | ------------------- | ----- | --------------------------- |
| 17 | Spagna (bandiera)   | A     | Macarena Portales           |
| 18 | Italia (bandiera)   | C     | Marta Teresa Pandini        |
| 19 | Italia (bandiera)   | C     | Lisa Alborghetti (capitano) |
| 20 | Italia (bandiera)   | C     | Flaminia Simonetti          |
| 21 | Italia (bandiera)   | C     | Alice Regazzoli             |
| 22 | Italia (bandiera)   | P     | Francesca Durante           |
| 24 | Italia (bandiera)   | A     | Matilde Pavan               |
| 27 | Ungheria (bandiera) | C     | Henrietta Csiszár           |
| 28 | Italia (bandiera)   | D     | Angela Passeri              |
| 29 | Islanda (bandiera)  | D     | Anna Björk Kristjánsdóttir  |
| 30 | Italia (bandiera)   | D     | Bianca Vergani              |
| 33 | Camerun (bandiera)  | A     | Ajara Nchout                |

## Calciomercato

### Sessione estiva
| Acquisti | Acquisti                   | Acquisti         | Acquisti      |
| R.       | Nome                       | da               | Modalità      |
| -------- | -------------------------- | ---------------- | ------------- |
| P        | Carlotta Cartelli          | Lady Techsters   | definitivo    |
| P        | Francesca Durante          | Fiorentina       | definitivo    |
| D        | Anna Björk Kristjánsdóttir | Le Havre         | definitivo    |
| D        | Elin Landström             | Linköping        | definitivo    |
| D        | Francesca Quazzico         | Pink Sport Time  | fine prestito |
| D        | Anja Sønstevold            | Fleury           | definitivo    |
| C        | Henrietta Csiszár          | Bayer Leverkusen | definitivo    |
| C        | Ghoutia Karchouni          | Bordeaux         | definitivo    |
| C        | Irene Santi                | Verona           | fine prestito |
| C        | Flaminia Simonetti         | Roma             | definitivo    |
| A        | Tatiana Bonetti            | Atlético Madrid  | definitivo    |
| A        | Elisa Polli                | Empoli           | prestito      |
| A        | Macarena Portales          | Madrid CFF       | definitivo    |
| A        | Alessia Rognoni            | Riozzese Como    | fine prestito |

| Cessioni | Cessioni           | Cessioni    | Cessioni       |
| R.       | Nome               | a           | Modalità       |
| -------- | ------------------ | ----------- | -------------- |
| P        | Roberta Aprile     | Juventus    | prestito       |
| P        | Chiara Marchitelli |             | ritiro         |
| D        | Anna Auvinen       | Sampdoria   | fine contratto |
| D        | Eva Bartoňová      |             | fine contratto |
| D        | Julie Debever      | Fleury      | definitivo     |
| D        | Francesca Quazzico | Verona      | prestito       |
| C        | Anna Catelli       | Verona      | prestito       |
| C        | Sofia Colombo      | Napoli      | prestito       |
| C        | Lucia Pastrenge    | Inter       | in prestito    |
| C        | Yoreli Rincón      | Sampdoria   | fine contratto |
| A        | Regina Baresi      |             | ritiro         |
| A        | Alessia Rognoni    | Verona      | prestito       |
| A        | Stefania Tarenzi   | Sampdoria   | fine contratto |
| A        | Caroline Møller    | Real Madrid | definitivo     |

### Operazioni esterne alle sessioni
| Acquisti | Acquisti     | Acquisti        | Acquisti   |
| R.       | Nome         | da              | Modalità   |
| -------- | ------------ | --------------- | ---------- |
| A        | Ajara Nchout | Atlético Madrid | definitivo |

| Cessioni | Cessioni          | Cessioni   | Cessioni    | Cessioni |
| R.       | Nome              | a          | Modalità    |          |
| -------- | ----------------- | ---------- | ----------- | -------- |
| D        | Caterina Fracaros | Cittadella | in prestito |          |
| A        | Ilaria Mauro      |            | ritiro      |          |

### Sessione invernale
| Acquisti | Acquisti           | Acquisti | Acquisti      |
| R.       | Nome               | da       | Modalità      |
| -------- | ------------------ | -------- | ------------- |
| A        | Martina Cetrangolo | Sedriano | fine prestito |

| Cessioni | Cessioni           | Cessioni   | Cessioni   |
| R.       | Nome               | da         | Modalità   |
| -------- | ------------------ | ---------- | ---------- |
| A        | Martina Cetrangolo | Tavagnacco | definitivo |

## Risultati

### Coppa Italia

#### Gironi eliminatori
| Arbitro: | Campazzo (Genova) |

|  |           |                                                                     |
|  | Marcatori | 4’, 57’ Brustia 16’ Karchouni 58’ Landström 65’ Marinelli 76’ Santi |

| Arbitro: | Grieco (Ascoli Piceno) |

|  |           |                              |
|  | Marcatori | 31’, 58’ Bonetti 90+3’ Polli |

#### Quarti di finale
| Arbitro: | Saia (Palermo) |

|            |           |               |
| Nchout 72’ | Marcatori | 90+3’ Boattin |

| Arbitro: | Marini (Trieste) |

|              |           |  |
| Bonansea 14’ | Marcatori |  |

## Statistiche

### Statistiche di squadra
| Competizione | Punti | In casa | In casa | In casa | In casa | In casa | In casa | In trasferta | In trasferta | In trasferta | In trasferta | In trasferta | In trasferta | Totale | Totale | Totale | Totale | Totale | Totale | DR  |
| Competizione | Punti | G       | V       | N       | P       | Gf      | Gs      | G            | V            | N            | P            | Gf           | Gs           | G      | V      | N      | P      | Gf     | Gs     | DR  |
| ------------ | ----- | ------- | ------- | ------- | ------- | ------- | ------- | ------------ | ------------ | ------------ | ------------ | ------------ | ------------ | ------ | ------ | ------ | ------ | ------ | ------ | --- |
| Serie A      | 38    | 11      | 6       | 2       | 3       | 20      | 14      | 11           | 6            | 0            | 5            | 22           | 16           | 22     | 12     | 2      | 8      | 42     | 30     | +12 |
| Coppa Italia | -     | 1       | 0       | 1       | 0       | 1       | 1       | 3            | 2            | 0            | 1            | 9            | 1            | 4      | 2      | 1      | 1      | 10     | 2      | +8  |
| Totale       | -     | 12      | 6       | 3       | 3       | 21      | 15      | 14           | 8            | 0            | 6            | 31           | 17           | 26     | 14     | 3      | 9      | 52     | 32     | +20 |

### Andamento in campionato
| Giornata  | 1 | 2 | 3 | 4 | 5 | 6 | 7 | 8 | 9 | 10 | 11 | 12 | 13 | 14 | 15 | 16 | 17 | 18 | 19 | 20 | 21 | 22 |
| --------- | - | - | - | - | - | - | - | - | - | -- | -- | -- | -- | -- | -- | -- | -- | -- | -- | -- | -- | -- |
| Luogo     | T | C | T | C | T | T | C | T | C | T  | C  | C  | T  | C  | T  | C  | C  | T  | C  | T  | C  | T  |
| Risultato | V | V | V | V | P | P | P | V | V | V  | N  | N  | V  | V  | P  | P  | V  | P  | V  | V  | P  | P  |
| Posizione | 1 | 1 | 1 | 3 | 4 | 5 | 5 | 5 | 5 | 5  | 4  | 5  | 5  | 5  | 5  | 5  | 5  | 5  | 5  | 5  | 5  | 5  |

Legenda:

Luogo: C = Casa; T = Trasferta. Risultato: V = Vittoria; N = Pareggio; P = Sconfitta.

### Statistiche delle giocatrici
| Giocatore          | Serie A  | Serie A | Serie A     | Serie A    | Coppa Italia | Coppa Italia | Coppa Italia | Coppa Italia | Totale   | Totale | Totale      | Totale     |
| Giocatore          | Presenze | Reti    | Ammonizioni | Espulsioni | Presenze     | Reti         | Ammonizioni  | Espulsioni   | Presenze | Reti   | Ammonizioni | Espulsioni |
| ------------------ | -------- | ------- | ----------- | ---------- | ------------ | ------------ | ------------ | ------------ | -------- | ------ | ----------- | ---------- |
| L. Alborghetti     | 15       | 0       | 1           | 0          | 0            | 0            | 0            | 0            | 15       | 0      | 1           | 0          |
| T. Bonetti         | 20       | 10      | 1           | 0          | 3            | 2            | 0            | 0            | 23       | 12     | 1           | 0          |
| M. Brustia         | 12       | 1       | 0           | 0          | 3            | 2            | 0            | 0            | 15       | 3      | 0           | 0          |
| C. Cartelli        | 0        | 0       | 0           | 0          | 1            | 0            | 0            | 0            | 1        | 0      | 0           | 0          |
| H. Csiszár         | 21       | 2       | 1           | 0          | 3            | 0            | 1            | 0            | 24       | 2      | 2           | 0          |
| F. Durante         | 22       | -30     | 1           | 0          | 1            | -1           | 0            | 0            | 23       | -31    | 1           | 0          |
| C. Fracaros        | 0        | 0       | 0           | 0          | -            | -            | -            | -            | 0        | 0      | 0           | 0          |
| A. Gilardi         | 0        | 0       | 0           | 0          | 3            | -1           | 0            | 0            | 3        | -1     | 0           | 0          |
| G. Karchouni       | 19       | 6       | 0           | 0          | 3            | 1            | 0            | 0            | 22       | 7      | 0           | 0          |
| Kathellen          | 17       | 1       | 0           | 0          | 4            | 0            | 0            | 0            | 21       | 1      | 0           | 0          |
| A. Kristjánsdóttir | 8        | 0       | 0           | 0          | 2            | 0            | 0            | 0            | 10       | 0      | 0           | 0          |
| E. Landström       | 19       | 0       | 0           | 0          | 3            | 1            | 0            | 0            | 22       | 1      | 0           | 0          |
| G. Marinelli       | 22       | 5       | 0           | 0          | 3            | 1            | 0            | 0            | 25       | 6      | 0           | 0          |
| B. Merlo           | 20       | 0       | 0           | 0          | 3            | 0            | 0            | 0            | 23       | 0      | 0           | 0          |
| A. Nchout          | 18       | 8       | 3           | 0          | 3            | 1            | 0            | 0            | 21       | 9      | 3           | 0          |
| M. Pandini         | 20       | 2       | 1           | 0          | 3            | 0            | 0            | 0            | 23       | 2      | 1           | 0          |
| A. Passeri         | 1        | 0       | 0           | 0          | 0            | 0            | 0            | 0            | 1        | 0      | 0           | 0          |
| M. Pavan           | 1        | 0       | 0           | 0          | 1            | 0            | 0            | 0            | 2        | 0      | 0           | 0          |
| E. Polli           | 17       | 0       | 0           | 0          | 4            | 1            | 0            | 0            | 21       | 1      | 0           | 0          |
| M. Portales        | 16       | 0       | 0           | 0          | 4            | 0            | 0            | 0            | 20       | 0      | 0           | 0          |
| A. Regazzoli       | 13       | 0       | 0           | 0          | 2            | 0            | 0            | 0            | 15       | 0      | 0           | 0          |
| I. Santi           | 5        | 0       | 1           | 0          | 2            | 1            | 0            | 0            | 7        | 1      | 1           | 0          |
| F. Simonetti       | 21       | 2       | 5           | 0          | 4            | 0            | 0            | 0            | 25       | 2      | 5           | 0          |
| A. Sønstevold      | 22       | 2       | 0           | 0          | 3            | 0            | 0            | 0            | 25       | 2      | 0           | 0          |
| B. Vergani         | 2        | 0       | 0           | 0          | 1            | 0            | 0            | 0            | 3        | 0      | 0           | 0          |

## Giovanili

### Organigramma
Area tecnica
- Primavera
  - Allenatore: Marco Mandelli

### Piazzamenti
- Primavera:
  - Campionato: in corso
  - Torneo di Viareggio: da disputare